# Eine Million Stimmen gegen Korruption, Präsident Chen muss gehen

Kampagnenlogo mit „DEPOSE“-(„ABSETZEN“)-Slogan

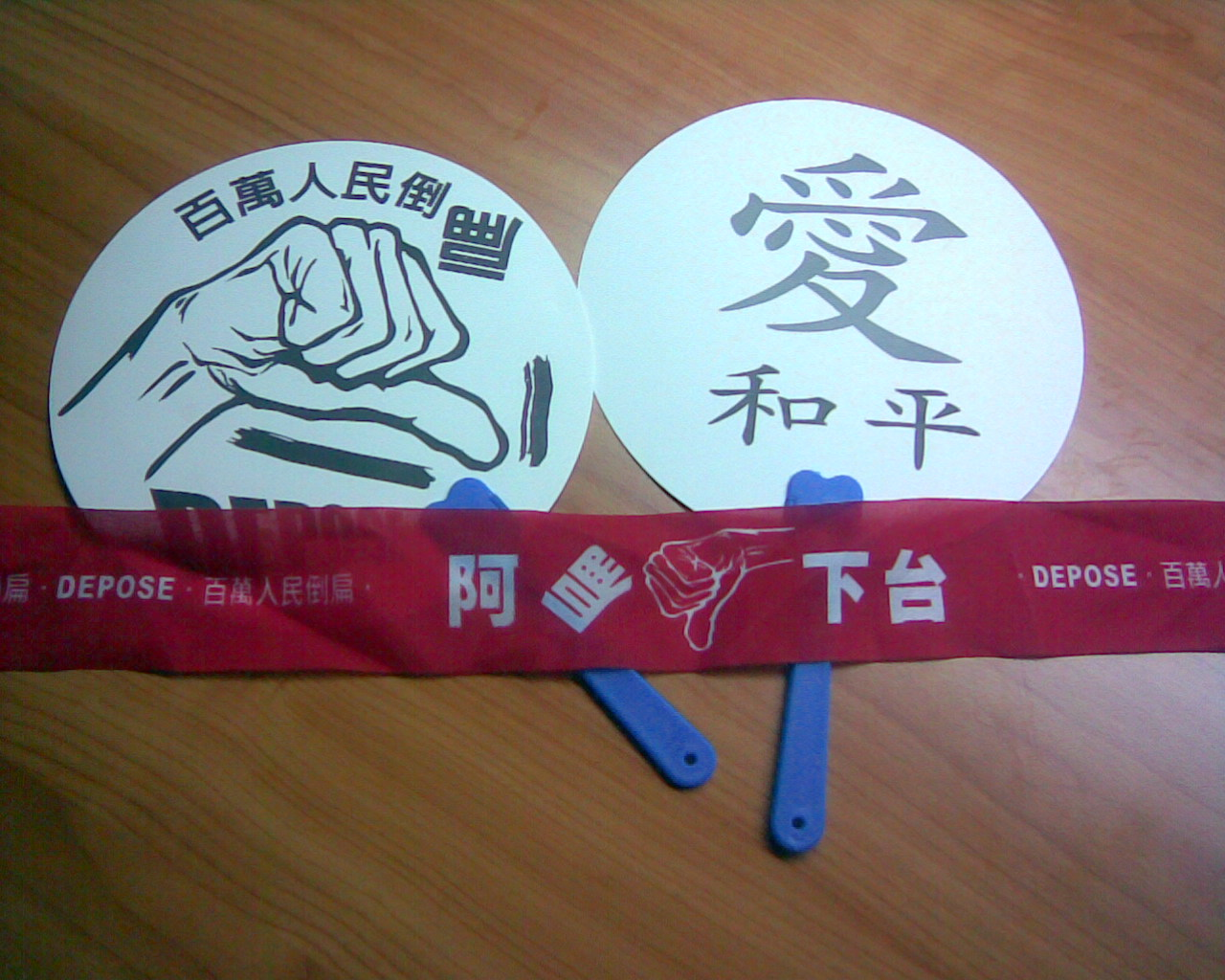
Demoplakate und -schal

Eine Million Stimmen gegen Korruption, Präsident Chen muss gehen (chinesisch 百萬人民反貪腐倒扁運動 / 百万人民反贪腐倒扁运动, Pinyin Bǎiwàn Rénmín Fǎntānfǔ Dǎobiǎn Yùndòng, englisch Million Voices against Corruption, President Chen Must Go) war eine von dem taiwanischen Politiker und Mitgründer der Demokratischen Fortschrittspartei (DPP) Shih Ming-teh initiierte Massenbewegung, die vom 10. August 2006 bis zum Oktober 2006 aktiv war, um den amtierenden Präsidenten Chen Shui-bian zur Niederlegung seines Amtes zu bewegen.

## Hintergrund
Taiwans politische Szene war im Jahr 2006 hauptsächlich in zwei Koalitionen gespalten, zum einen die pan-blaue Koalition, bestehend aus der Kuomintang (KMT) und zwei von dieser abgespaltenen Parteien – der Qinmindang (‚Volksnahe Partei‘) (PFP) und der kleineren Xindang (‚Neuen Partei‘) (CNP) und zum anderen die pan-grüne Koalition mit der Demokratischen Fortschrittspartei (DPP), zusammen mit der Taiwanischen Solidaritätsunion (TSU) und der kleineren Taiwan-Unabhängigkeitspartei (TAIP). Seit dem Amtsantritt Chen Shui-bian (DPP) als Präsident im Jahr 2000 gab es verschiedene Versuche der Kuomintang, ihn seines Amtes zu entheben. Im Jahr 2006 wurde Chen zusammen mit einigen seiner Familienmitglieder wegen Veruntreuung von Regierungsgeldern zum Kauf von Aktien angeklagt.
Die Kampagne „Eine Million Stimmen gegen Korruption, Präsident Chen muss gehen“ begann im August 2006, als der ehemalige Parteivorsitzende der DPP, Shih Ming-teh, Chen Shui-bian zur Amtsabgabe aufforderte. Shih gab sein Amt als Parteivorsitzender 1995 auf und verließ 1999 die DPP, um der pan-blauen Kuomintang beizutreten. 2001 gründete er mit zwei weiteren Überläufern zur KMT, Sisy Chen und Hsu Hsin-liang eine pan-blaue Denkfabrik mit dem Namen Bergallianz (Mountain Alliance). Er kandidierte ebenfalls als Bürgermeister für Kaohsiung und für das Parlament, wurde jedoch nicht gewählt. Seitdem verlief sich seine politische Karriere.

## Vorbereitung
Am 10. August 2006 begann die Planung der Kampagnen die von Shih Ming-teh geleitet wurde. Shih erklärte sich bereit, die Demonstranten persönlich durch die Straßen zu führen, wenn er es schaffe 100 Millionen NTD für die Kampagne zu sammeln. Am 14. August begannen sie die Spendenaktion, und dabei kamen 9.340.000 NTD schon am ersten Tag zusammen. Am 24. August 2006 wurde die Spendenaktion beendet und am nächsten Tag gab Shih bekannt, dass die Kampagne 111.211.563 NTD gesammelt hätte und er bereit wäre, an der Demonstration persönlich teilzunehmen.
Währenddessen kritisierten pan-grüne Anhänger die Kampagne Shihs. Es wurden Briefe von Shih aus der Zeit, in der er wegen politischer Vergehen inhaftiert war, gefunden, in denen er die Regierung um Milde bat. Außerdem wurde aufgedeckt, dass Shih, trotz seines Einsatzes gegen Korruption, selbst Verbindungen zum Gründer und Vorsitzenden der Tuntex Group Chen Yu-hao hatte, der einer der größten und bekanntesten Veruntreuer der Republik war und unter den 10 meistgesuchten Flüchtlingen der Republik zählte. Chen Yu-hao war für seine Gegnerschaft zu Präsident Chen bekannt. Weiter gab es Anschuldigungen bezüglich Shihs persönlicher Finanzen und das dieser ein Instrument der Volksrepublik China sei. Dieser Verdacht konnte nicht erhärtet werden.
Am 5. September 2006 hielt Shih Ming-teh eine Pressekonferenz ab, um auf Äußerungen vom Premierminister Su Tseng-chang zu antworten. Der Premierminister hatte unter anderem gesagt, dass „die Regierung […] die Proteste nicht tolerieren“ werde („the government […] will not tolerate the protest“).

## Die Demonstrationen

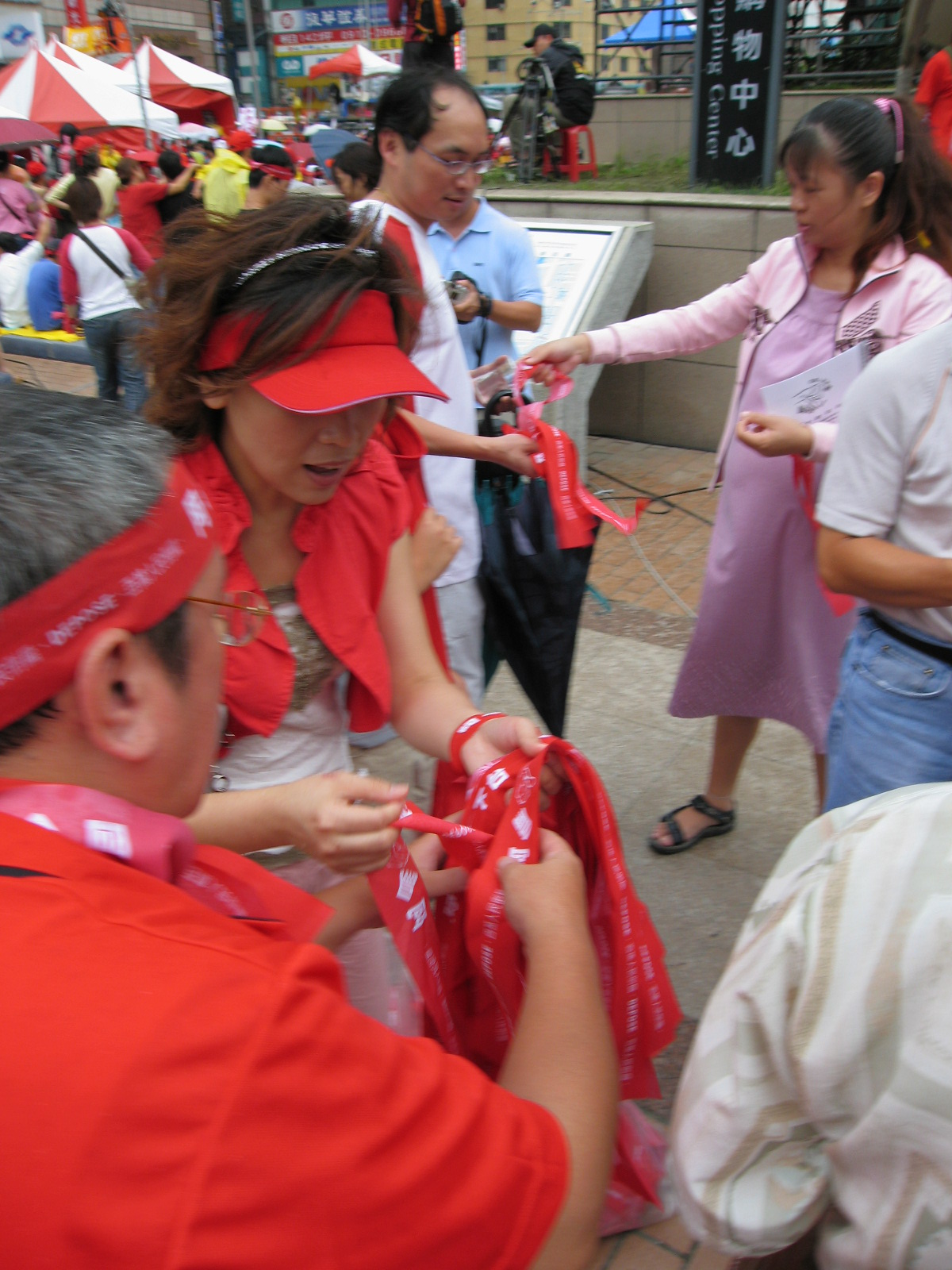
Ein Freiwilliger verteilt am 16. September 2006 rote Schals an weitere Demonstranten

### Erste Sit-ins
Am 9. September 2006 versammelten sich erste Demonstranten am Büro des Präsidenten. Sie stellten sich in Form einen Kompasses auf, um ihren Willen für weitere Integration des Volkes in die Regierung zu zeigen. Kostenfreie Mahlzeiten wurden von den Organisatoren verteilt und es fanden verschiedene Aufführungen statt. Beispielsweise führten Kinder Auszüge aus dem Großen Lernen auf, einem alten Text von Konfuzius. Die Veranstalter schätzten die Anzahl der Teilnehmer auf 300.000, die lokale Polizei auf 90.000. Die Demonstranten kleideten sich in Rot, um damit ihre Wut auszudrücken, zeigten als Zeichen ihrer Missbilligung mit ihren Daumen abwärts und riefen „Ah-Bian, tret’ ab!“ (chinesisch 「阿扁，下台！」, Pinyin Ābiǎn, Xiàtái, englisch Ah-Bian, step down!)
Verschiedene pro-blaue nationale Prominente und pan-blaue Politiker (derzeitige und ehemalige) nahmen an den Veranstaltungen teil, sowie Bürger der Republik China und Ausländer aus allen Altersstufen.

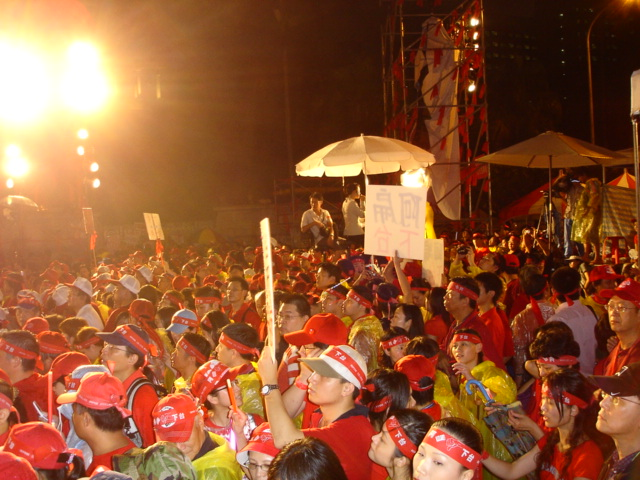
Der „surround the city“ Protestmarsch durch Taipei am 15. September 2006

### Der „Umringe die Stadt“-Protest durch ganz Taipei
In der Nacht zum 15. September 2006 organisierten sich die Demonstranten zum „Umringe die Stadt“-Protest (chinesisch 圍城 / 围城, Pinyin Weíchéng, englisch surround the city) mit roten Leuchtstäben, um Chen symbolisch daran zu hindern, die Stadt zu verlassen.
Pressesprecher der MRT (Taipei) versprachen, dass die Züge bis 1 Uhr nachts fahren würden. Am nächsten Tag verbuchte die Bahn einen Rekord von 1,51 Millionen Fahrgästen in der Nacht des Protestes, da die Bahnstationen Anlauf- und Ruhepunkt des Marsches waren. Kritiker wenden ein, dass der Protest eine hohe Straßenverschmutzung und einen großen Verschleiß der MRT-Bahnen hervorgerufen habe. Diese Kosten würden auf den Bürger abgewälzt, auf dessen Rücken dieser Protest in Folge gehalten wurde, auch wenn sie den Protesten nicht zugestimmt hatten.

### Der „Umringe die Insel“-Protest durch ganz Taiwan
Nach dem „Umringe die Stadt“-Protest führte Shih Ming-teh eine Gruppe Freiwillige durch jede Großstadt in einem Tourbus, um an lokalen Demos teilzunehmen. (chinesisch 環島遍地開花 / 环岛遍地开花, Pinyin Huándaŏ Piàndì Kaīhuā) Die Veranstalter kündigten an, jeden Tag im Oktober 2006 einen Anti-Chen Protest abhalten zu wollen. Die Proteste waren hauptsächlich friedlich, jedoch gab es Fälle von Gewalt, besonders bei Konflikten mit pro-grünen Anhängern in Südtaiwan.

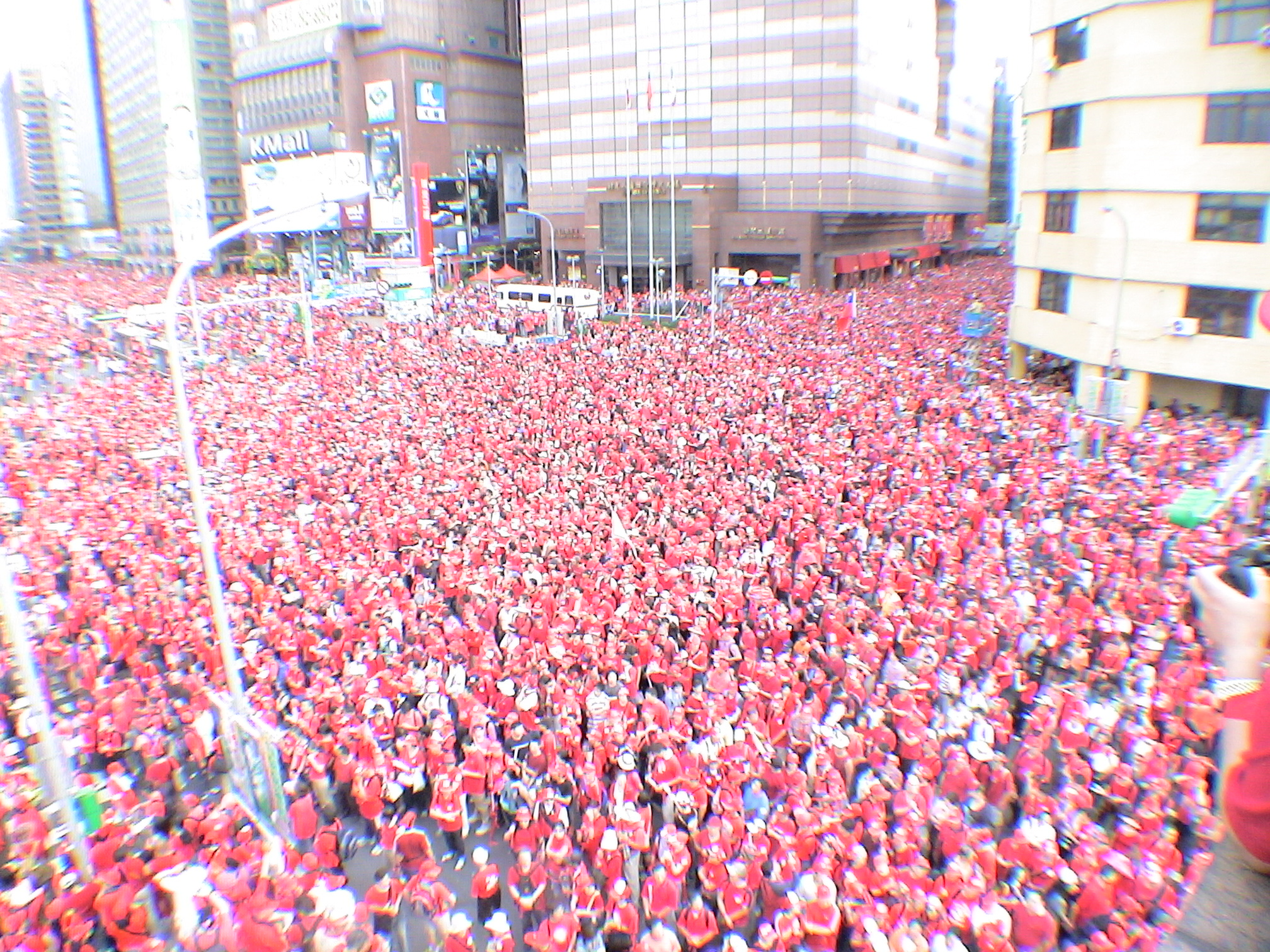
Die Belagerung des Präsidentenbüros

### Die Belagerung des Büros des Präsidenten
Am 10. Oktober 2006, dem Nationalfeiertag der Republik China, der an den Aufstand von Wuchang erinnert, kehrten die Demonstranten in die Ketagalan Avenue zurück, um das Büro des Präsidenten zu belagern (chinesisch 天下圍攻 / 天下围攻, Pinyin Tiānxià Weígōng, englisch besiege of the rule – „Belagerung des Gesetzes“), ohne vorher eine Genehmigung von der Polizei zu beantragen. Chen wurde bei einer Ehrenzeremonie für ausländische Würdenträger von Parlamentsmitgliedern der pan-blauen Koalition gestört und es gab Faustkämpfe zwischen Parlamentsmitgliedern der pan-blauen und pan-grünen Koalition. Infolgedessen sagte Präsident Chen die Feier des Nationalfeiertages ab, da „jeder unterschiedliche Meinungen hat und keine Rücksicht nimmt“. (“everyone has different opinions and doesn’t care”) und bezeichnete die Demonstrationen als respektlos und illegal. Er betonte seine Verpflichtung zu einer sauberen und transparenten Politik und das Nicht-Dulden-Wollen von Korruption innerhalb der Regierung. Während der besagten Zeremonie bat der offizielle Vertreter der USA vom American Institute in Taiwan (der quasi Botschafter der USA in der Republik China; siehe Außenpolitik der Republik China) die Demonstranten „höflich zu bleiben“ (chinesisch 有禮貌 / 有礼貌, Pinyin yǒu Lǐmào, englisch to maintain politeness).

## Nachwirkungen
Shih schwor, weiter gegen Korruption und Präsident Chen zu demonstrieren, besonders im kommenden März 2008, wenn die Präsidentschaftswahl abgehalten werden sollte, es sei denn, Chen träte vorher von seinem Amt zurück. Am 14. Oktober 2006 lehnte die Taiperer Polizei eine weitere Demonstration ab, da die Demonstration am 30. Oktober 2006 gegen das Stadtgesetz verstoßen hätte. Shih stimmte zu, bei weiteren Demonstrationen die Anzahl der Demonstranten zu beschränken.

### Anklage gegen Präsident Chens Ehefrau
Am 3. November 2006 wurden Chens Ehefrau Wu Shu-chen (吳淑珍) sowie drei weitere hochrangige Regierungsbeamten der Veruntreuung von 14,8 Millionen NTD (450.000 USD$, 330.000 Euro) mithilfe von gefälschten Dokumenten aus einem Regierungsetat angeklagt. Die Verfassung der Republik China sieht vor, dass der Präsident selbst nicht angeklagt werden darf, bis er sein Amt niedergelegt hat. Chen wurde der Mittäterschaft beschuldigt. Der Staatsanwalt gab bekannt, dass Chen, soabld er sein Amt als Präsident abgäbe, vor Gericht geladen werde. Seine Frau war die erste First Lady der Republik China, die für ein kriminelles Vergehen angeklagt wird.
Die pan-blaue Koalition forderte nach Bekanntwerden der Anklage sofortige Neuwahlen. Auch aus der pan-grünen Koalition kam Unterstützung für eine Neuwahl von der Taiwanischen Solidaritätsunion, jedoch unter der Bedingung, dass „konkrete Beweise für das korrupte Vergehen vorgelegt werden“ (“concrete evidence concerning corruption is presented”).
Der Parteivorstand der DPP forderte nach einem internen Meeting eine Stellungnahme Chens innerhalb der nächsten drei Tage. Auch innerhalb der DPP gab es Unstimmigkeiten um Chen und er wurde als „Bürde“ (liability) bezeichnet. Wenn Chen zurückgetreten wäre, hätte Premierministerin Annette Lu ihm im Präsidentenamt nachfolgen müssen.
Nach der Ankündigung der Staatsanwaltschaft erklärte Shih, dass die Depose-Kampagne ein Erfolg und ein historischer Höhepunkt in der Geschichte Taiwans sei. Er rief erneut Demonstranten zum Ketagalan Boulevard für einen Sit-in zusammen.
Während einer Pressekonferenz am 5. November 2006 wies Chen die Anschuldigungen gegen seine Frau zurück. Er erklärte, dass das Präsidentenamt ihm dazu geraten hätte Belege auf diese Art und Weise zu buchen und dies sei seit Beginn seiner 6-jährigen Amtszeit gängige Praxis. So fühle er sich empört und betrogen, dass dies plötzlich als falsch deklariert würde. Er versicherte, dass alle Gelder für diplomatische Zwecke verwendet worden und nicht in private Hände geraten seien. Des Weiteren betonte er, dass er, als er sein Amt antrat, sein Präsidentengehalt als zu hoch empfand und es persönlich um die Hälfte gekürzt hätte und diese Summe sei immer noch zu hoch. Er habe keine Notwendigkeit Geld zu unterschlagen. Auch erklärte er, dass er, wenn seine Frau vom Justiz-Yuan in allen Anklagepunkten für schuldig befunden würde, mit sofortiger Wirkung vom Amt des Präsidenten der Republik China zurücktreten werde. Nachdem Chen seine Unschuld beteuert hatte, bezeichnete Shih Ming-te alle Aussagen Chens als Lügen. Auch die KMT äußerte, dass dies Ausreden Chens seien, um im Amt bleiben zu können.
Die First Lady Wu Shu-chen erlitt während einer Pressekonferenz einen Schwächeanfall und wurde in das Universitätskrankenhaus der Nationaluniversität Taiwan eingeliefert. Auch hier werden Stimmen laut, dass der Schwächeanfall vorgetäuscht sei.

### Jubiläum
Am 9. September 2007 versammelten sich tausende Demonstranten am Ketagalan Boulevard um der Kampagne ein Jahr danach zu gedenken. Mehr als 1.000 Polizisten überwachten diese Demonstration, jedoch ohne aktiv werden zu müssen. Auch Shih Ming-teh trat während der Jubiläumskampagne auf und ermunterte die Demonstranten, dass deren Ausdauer sich auszahlen werden würde.

## Internationale Medien
- CNN-Reporter berichteten am 9. September 2007 von der „DEPOSE“-Kampagne. CNN schätze die Anzahl der Demonstranten zwischen 30.000 und 50.000.